# 大卫·奥苏伯尔
大卫·保羅·奥苏伯尔（David Paul Ausubel，1918年10月25日—2008年7月9日），是美国教育心理学家，认知心理学的代表人物，皮亚杰的追随者。他在心理学和学习领域最大的贡献之一是发展和研究有意义学习理论和先行组织者(1960年以来)。

## 生平
1918年生于纽约布鲁克林区，1939年获得宾夕法尼亚大学学士学位。1940年获得哥伦比亚大学心理学硕士学位。1943年获得布兰迪斯大学医学博士学位。1950年获得哥伦比亚大学发展心理学博士学位。1950－1974年，在伊利诺斯大学教育研究所任教授。

## 著作
- 《先行组织者的使用》(1960)（The use of advance organizers in the learning and retention of meaningful verbal material.／Journal of Educational Psychology）, 51, 267-272.
- 《有意义言语学习心理学》（The Psychology of Meaningful Verbal Learning）.(1963).  纽约: Grune & Stratton.
- 《学习理论与课堂实践》 （Learning Theory and classroom Practice）Ontario: The Ontario Institute For Studies In Education (1967)
- 《教育心理学：一种认知观》 （Educational Psychology: A Cognitive View）.纽约: Holt, Rinehart and Winston (1968).
- 《学校的根本改革：批评和选择》（Radical School Reform: Critique and Alternatives），波士顿 Cornelius J. Troost出版.(1973).
- 《保卫先行组织者：对批评者的答复》（In defense of advance organizers: A reply to the critics）.(1978).  Review of Educational Research, 48, 251-257.